# Östra Kroktjärnen (Silbodals socken, Värmland)
Östra Kroktjärnen är en sjö i Årjängs kommun i Värmland och ingår i Göta älvs huvudavrinningsområde. Sjöns area är 0,034 kvadratkilometer och den befinner sig 283 meter över havet.